# Ferrum (Virgínia)
Ferrum és una concentració de població designada pel cens dels Estats Units a l'estat de Virgínia. Segons el cens del 2000 tenia 1.313 habitants, 285 habitatges, i 169 famílies. La densitat de població era de 54,8 habitants per km².